# Dallas County (Iowa)
Das Dallas County ist ein County im US-amerikanischen Bundesstaat Iowa. Im Jahr 2020 hatte das County 99.678 Einwohner und eine Bevölkerungsdichte von 65,6 Einwohnern pro Quadratkilometer. Der Verwaltungssitz (County Seat) ist Adel.
Das Dallas County ist Bestandteil der Metropolregion um die Stadt Des Moines.

## Geografie
Das County liegt wenige Kilometer südwestlich des geografischen Zentrums von Iowa im westlichen Vorortbereich von Iowas Hauptstadt Des Moines und wird im Nordosten vom Des Moines River durchflossen. Das Dallas County hat eine Fläche von 1533 Quadratkilometern, wovon 14 Quadratkilometer Wasserfläche sind. Es grenzt an folgende Nachbarcountys:
| Greene County  | Boone County   |               |
| Guthrie County |                | Polk County   |
| Adair County   | Madison County | Warren County |

## Geschichte

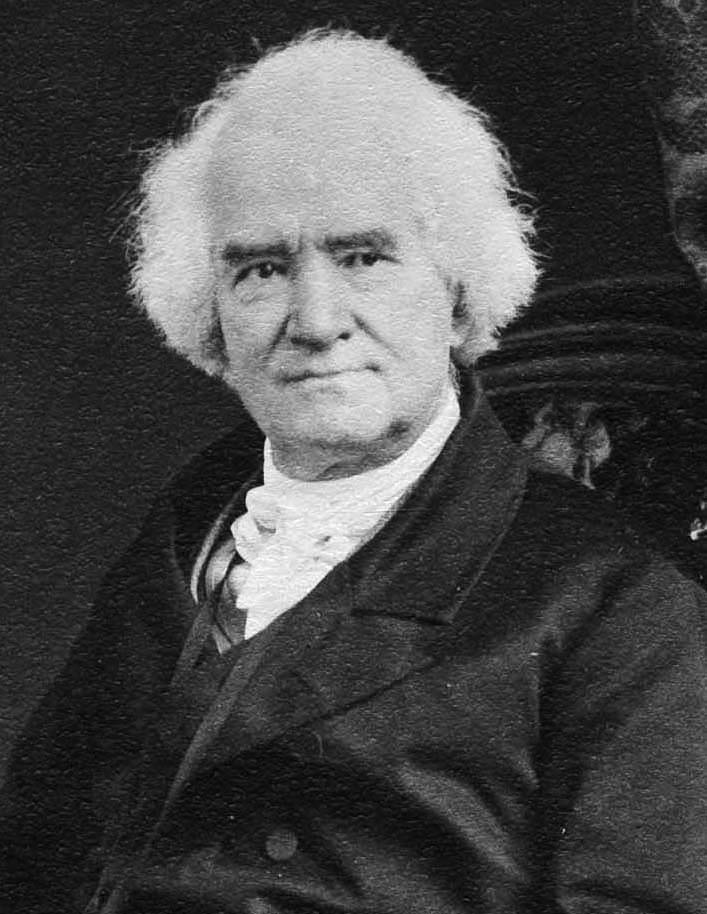
Dallas

Das Dallas County wurde am 13. Januar 1846 aus ehemaligen Teilen des Polk County gebildet. Benannt wurde es nach George Mifflin Dallas (1792–1864), dem elften Vizepräsidenten der USA (1845–1849).

## Bevölkerung
Nach der Volkszählung im Jahr 2010 lebten im Dallas County 66.136 Menschen in 21.061 Haushalten. Die Bevölkerungsdichte betrug 43,5 Einwohner pro Quadratkilometer. In den 21.061 Haushalten lebten statistisch je 2,69 Personen.
Ethnisch betrachtet setzte sich die Bevölkerung zusammen aus 92,2 Prozent Weißen, 1,4 Prozent Afroamerikanern, 0,2 Prozent amerikanischen Ureinwohnern, 2,5 Prozent Asiaten sowie aus anderen ethnischen Gruppen; 1,5 Prozent stammten von zwei oder mehr Ethnien ab. Unabhängig von der ethnischen Zugehörigkeit waren 6,1 Prozent der Bevölkerung spanischer oder lateinamerikanischer Abstammung.
29,1 Prozent der Bevölkerung waren unter 18 Jahre alt, 61,1 Prozent waren zwischen 18 und 64 und 9,8 Prozent waren 65 Jahre oder älter. 51,1 Prozent der Bevölkerung war weiblich.

Das jährliche Durchschnittseinkommen eines Haushalts lag bei 71.854 USD. Das Prokopfeinkommen betrug 32.031 USD. 6,0 Prozent der Einwohner lebten unterhalb der Armutsgrenze.

## Ortschaften im Dallas County
Citys
| - Adel - Bouton - Clive1 - Dallas Center - Dawson | - Dexter - De Soto - Des Moines2 - Granger3 - Grimes1 | - Linden - Minburn - Perry - Redfield - Urbandale1 | - Van Meter - Waukee - West Des Moines2 - Woodward |

Unincorporated Communities
| - Booneville - Gardiner - Moran | - The Meadows - Wiscotta |

1 – überwiegend im Polk County

2 – teilweise im Polk und im Warren County

3 – teilweise im Polk County

## Gliederung
Das Dallas County ist in 16 Townships eingeteilt:
| Township            | Einwohner (2010) | FIPS     |
| ------------------- | ---------------- | -------- |
| Adams Township      | 1349             | 19-90003 |
| Adel Township       | 5997             | 19-90018 |
| Beaver Township     | 468              | 19-90156 |
| Boone Township      | 15.905           | 19-90300 |
| Colfax Township     | 399              | 19-90759 |
| Dallas Township     | 345              | 19-90879 |
| Des Moines Township | 1533             | 19-90972 |
| Grant Township      | 1978             | 19-91647 |

| Township               | Einwohner (2010) | FIPS     |
| ---------------------- | ---------------- | -------- |
| Lincoln Township       | 234              | 19-92544 |
| Linn Township          | 539              | 19-92646 |
| Spring Valley Township | 8333             | 19-93993 |
| Sugar Grove Township   | 927              | 19-94029 |
| Union Township         | 2134             | 19-94194 |
| Van Meter Township     | 3353             | 19-94326 |
| Walnut Township        | 22.310           | 19-94395 |
| Washington Township    | 331              | 19-94485 |